# Onthophagus tridens
Onthophagus tridens là một loài bọ cánh cứng trong họ Bọ hung (Scarabaeidae).